# Họ Cá cờ
Họ Cá buồm hay họ Cá cờ (danh pháp khoa học: Istiophoridae) là một họ cá biển theo truyền thống xếp trong bộ Cá vược (Perciformes) nhưng gần đây được cho là xếp trong bộ Cá cờ (Istiophoriformes) của nhóm Carangimorphariae (= Carangimorpha/Carangaria).
Họ này có 5 chi và 11 loài đã biết. Cụ thể như sau:
- Istiompax
  - Istiompax indica - cá cờ Ấn Độ, cá thu cờ, cá maclin đen. Sinh sống trong khu vực Ấn Độ Dương-Thái Bình Dương. Chiều dài lên tới 4,65 m.
- Istiophorus
  - Istiophorus albicans - cá buồm Đại Tây Dương. Sinh sống trong khu vực Đại Tây Dương. Chiều dài tới 3,15 m.
  - Istiophorus platypterus - cá cờ, cá buồm Ấn Độ-Thái Bình Dương. Sinh sống trong khu vực Ấn Độ Dương-Thái Bình Dương. Chiều dài lên tới 3,48 m.
- Kajikia
  - Kajikia albida - cá maclin trắng Đại Tây Dương. Sinh sống trong khu vực Đại Tây Dương. Chiều dài tới 3,00 m.
  - Kajikia audax - cá cờ mitsukurii, cá maclin vằn. Sinh sống trong khu vực Ấn Độ Dương-Thái Bình Dương. Chiều dài lên tới 4,20 m.
- Makaira
  - Makaira mazara - cá cờ xanh, cá maclin xanh Ấn Độ-Thái Bình Dương. Sinh sống trong khu vực Ấn Độ Dương-Thái Bình Dương. Chiều dài lên tới 5,00 m.
  - Makaira nigricans - cá cờ xanh, cá maclin xanh. Sinh sống trong khu vực Đại Tây Dương. Chiều dài lên tới 5,00 m.
- Tetrapturus
  - Tetrapturus angustirostris - cá cờ mỏ ngắn. Sinh sống trong khu vực Ấn Độ Dương-Thái Bình Dương. Chiều dài lên tới 2,30 m.
  - Tetrapturus belone - cá cờ Địa Trung Hải. Sinh sống trong khu vực Địa Trung Hải. Chiều dài lên tới 2,40 m.
  - Tetrapturus georgii - cá cờ vảy tròn. Sinh sống trong khu vực Đông Đại Tây Dương và Địa Trung Hải. Chiều dài lên tới 1,84 m.
  - Tetrapturus pfluegeri - cá cờ mỏ dài. Sinh sống trong khu vực Đại Tây Dương. Chiều dài lên tới 2,54 m.

Các loài lớn bao gồm cá maclin xanh (Makaira mazara), có thể đạt chiều dài 5 m và cân nặng 818 kg và cá cờ Ấn Độ, (Istiompax indica), có thể đạt có chiều dài vượt quá 5 m và cân nặng đến 670 kg. Chúng là những loài cá thể thao phổ biến ở các vùng nhiệt đới.